# Cyrla (Pasmo Jaworzyny)
Cyrla – polana w Beskidzie Sądeckim w Paśmie Jaworzyny. Położona jest na południowo-wschodnich, opadających do doliny potoku Głęboczanka stokach Makowicy, na wysokości ok. 830–860 m n.p.m.. Nazwę Cyrchla nosi również przysiółek Rytra, do którego należy ta polana.
Nazwy  Cyrchla, Cyrhla, Cyrla, Cerchla, Czerszla, Czerszelka są  często spotykane w górach. Oznaczały ocerchlowaną (oczerszlowaną) polanę, tzn. taką, której granice zostały wyznaczone przez obłupienie kory na drzewach granicznych. Drzewa na polanie następnie usuwano przez wyrąb. Dawniej na polanie znajdowało się gospodarstwo rolne. Po II wojnie światowej, a szczególnie od lat 90., uprawianie pola na tej wysoko położonej górskiej  i kamienistej polanie, z dala od osad ludzkich stało się nieopłacalne. Od 2001 w wyremontowanych budynkach dawnego gospodarstwa oficjalnie otwarto prywatne turystyczne Schronisko Cyrla (oficjalna nazwa Chata Górska Cyrla).
Z polany widoki na dolinę Popradu, wzniesienia Pasma Radziejowej i pobliskie grzbiety opadające z głównej grani Pasma Jaworzyny do doliny Popradu.

## Szlaki turystyczne
– znakowany czerwono Główny Szlak Beskidzki na odcinku pomiędzy Rytrem a Jaworzyną Krynicką. Czas przejścia od Rytra do Cyrli 1.40 h